# Burg Mellnau
Die Burg Mellnau ist die Ruine einer Gipfelburg auf einem Berg oberhalb des Ortes Mellnau, einem Stadtteil von Wetter im Landkreis Marburg-Biedenkopf in Hessen.

## Geschichte
Die Burg wurde urkundlich erstmals 1263 als „Elenhouch“ erwähnt und wurde danach meist als „Elnhoch“ bezeichnet. Der Name „Mellnau“ kam für die Burg erst um 1500 auf. Als Erbauer kommt der Mainzer Erzbischof Siegfried III. von Eppstein in Betracht, der die Burg als Ersatz für die zerstörte Burg Hollende um 1248 zum Schutz des Stifts Wetter errichten ließ. Der 19 Meter hohe Bergfried wurde in den Jahren 1329–1331 erbaut.
In einer Vereinbarung zwischen Hessen und dem Mainzer Erzbischof Werner von Eppstein im Jahre 1263 wurde u. a. festgelegt, dass die Burg im Machtbereich des Erzbistums verblieb.
Im „Rheinischen Zollkrieg“ zwischen König Albrecht I. und den Erzbistümern Köln, Mainz und Trier sowie dem Pfalzgrafen bei Rhein wurde die Burg 1301 vom Reichsvogt Ulrich I. von Hanau erobert. In der Folge wurde die Burg mehrfach verpfändet. 1342 löste der Mainzer Erzbischof Heinrich III. von Virneburg die Burg wieder ein.
1381 kam es zu einer erfolglosen Belagerung durch den Landgrafen Hermann II. von Hessen. Als Folge der Mainzer Stiftsfehde wurde 1464 der erzbischöfliche Anteil am Stift Wetter und damit auch die Burg Mellnau an die Landgrafen von Hessen verpfändet. Die Burg blieb danach hessisch und verlor ihre militärische Bedeutung. Sie wurde Lehen der Herren Milchling von Schönstadt, wurde aber ab 1510 nicht mehr mit Burgmännern besetzt, als der Sitz des hessischen Amtmanns in die Stadt Wetter verlegt wurde. Danach verfiel die nicht mehr genutzte Anlage allmählich. Mit der Allodifikation der Lehen im 19. Jahrhundert wurde die Burg Milchlingisches Privateigentum.

## Baubeschreibung
Von der fast ovalen mittelalterlichen Kernburg ist heute noch weitestgehend die Ringmauer vorhanden. Im Südwesten wird die Ringmauer durch eine jüngere Toranlage unterbrochen, das ursprüngliche, heute vermauerte Tor lag unmittelbar östlich des Bergfriedes. Im Norden ist – auf der Höhe des Bergfrieds – die Ringmauer zur Schildmauer ausgebaut. An der Südostseite der Ringmauer befindet sich die Ruine des Palas.
Der runde Bergfried – erbaut um 1329 – befindet sich freistehend im Ostteil der Kernburg. Er hat einen Durchmesser von 9,5 Metern bei bis zu 3 Meter dicken Mauern, und dient heute als Aussichtsturm.

## Bilder

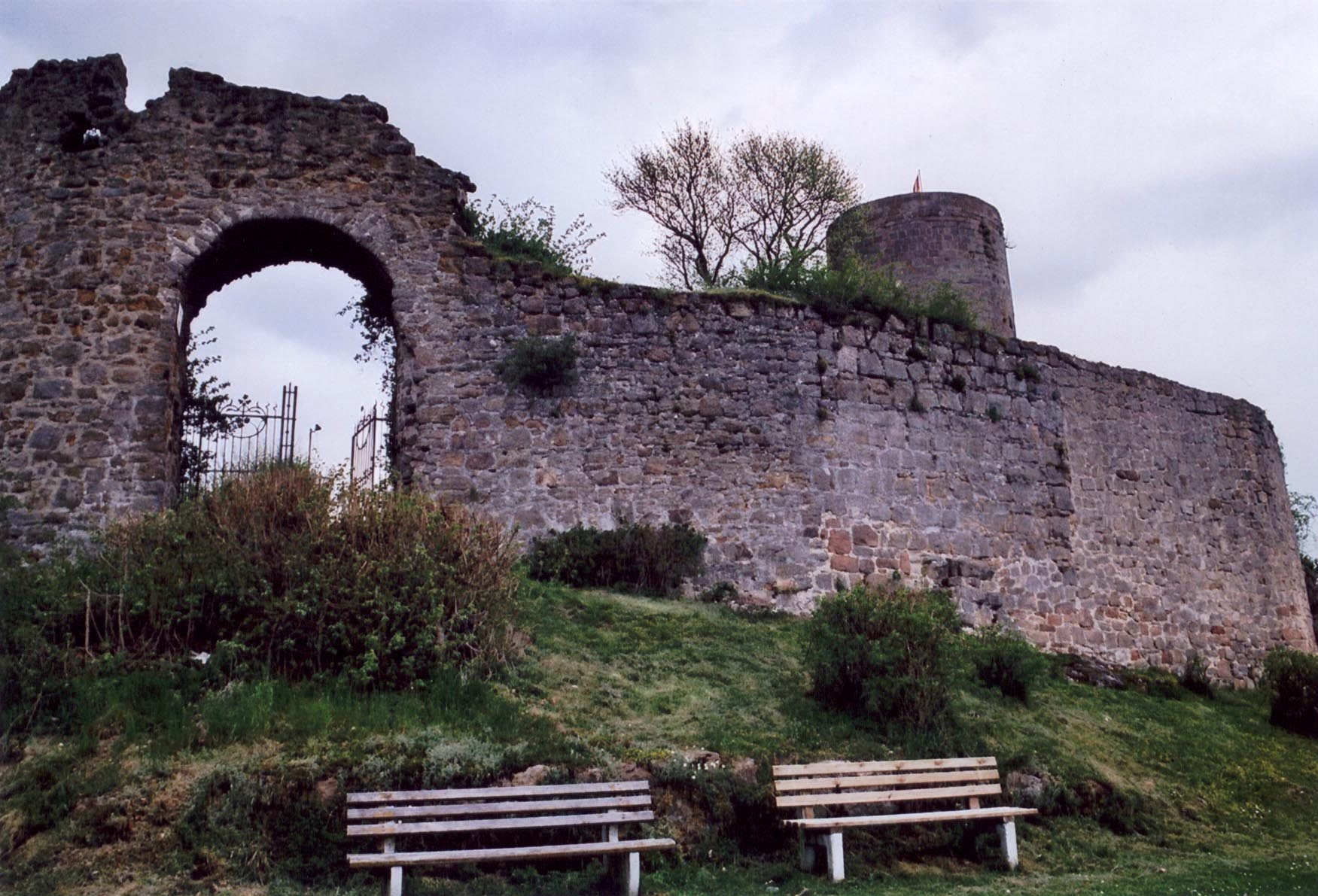
Südwestseite der Ringmauer mit jüngerem Torbereich (2008)
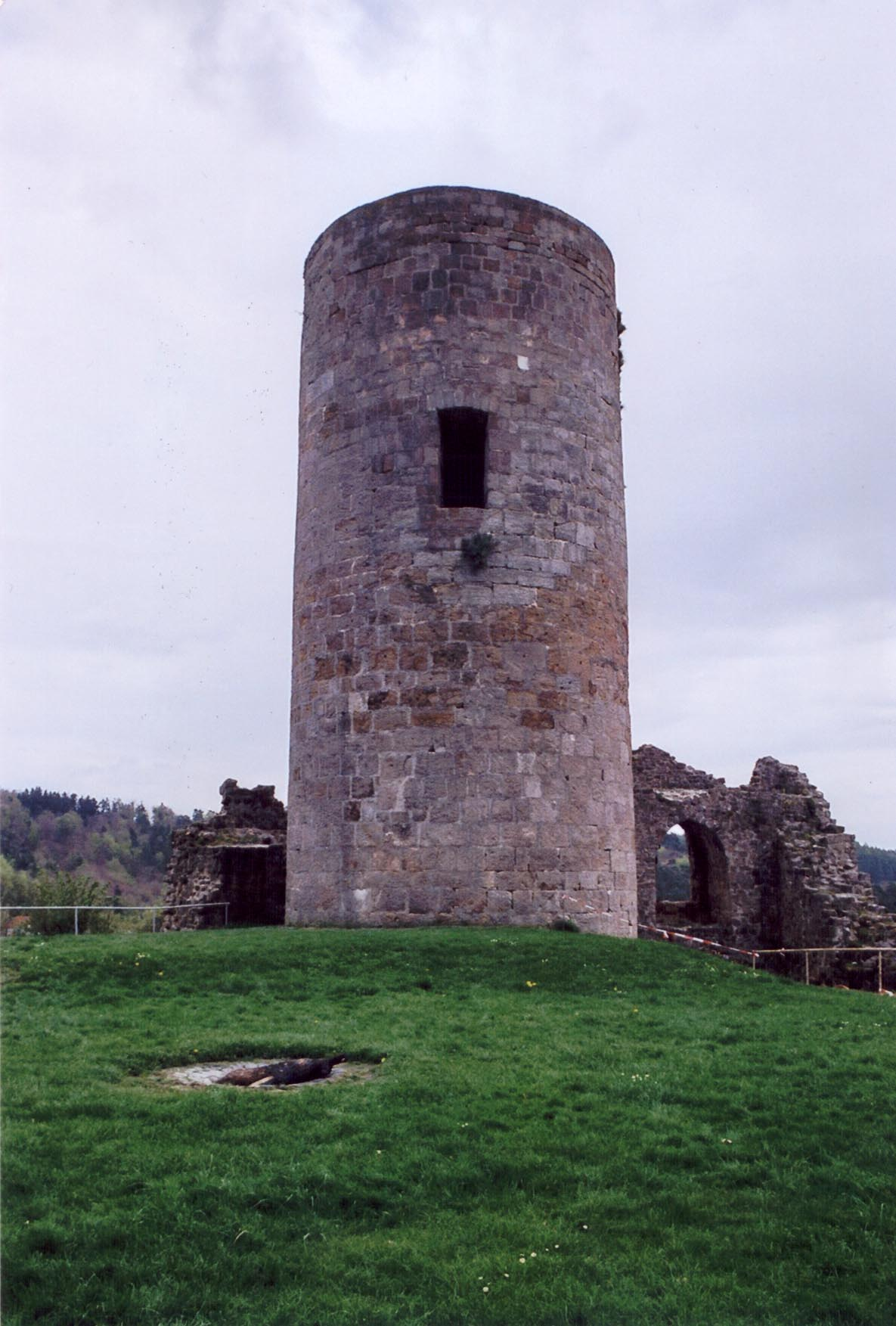
Westseite des Bergfrieds mit dem hochliegenden Eingang (2008)
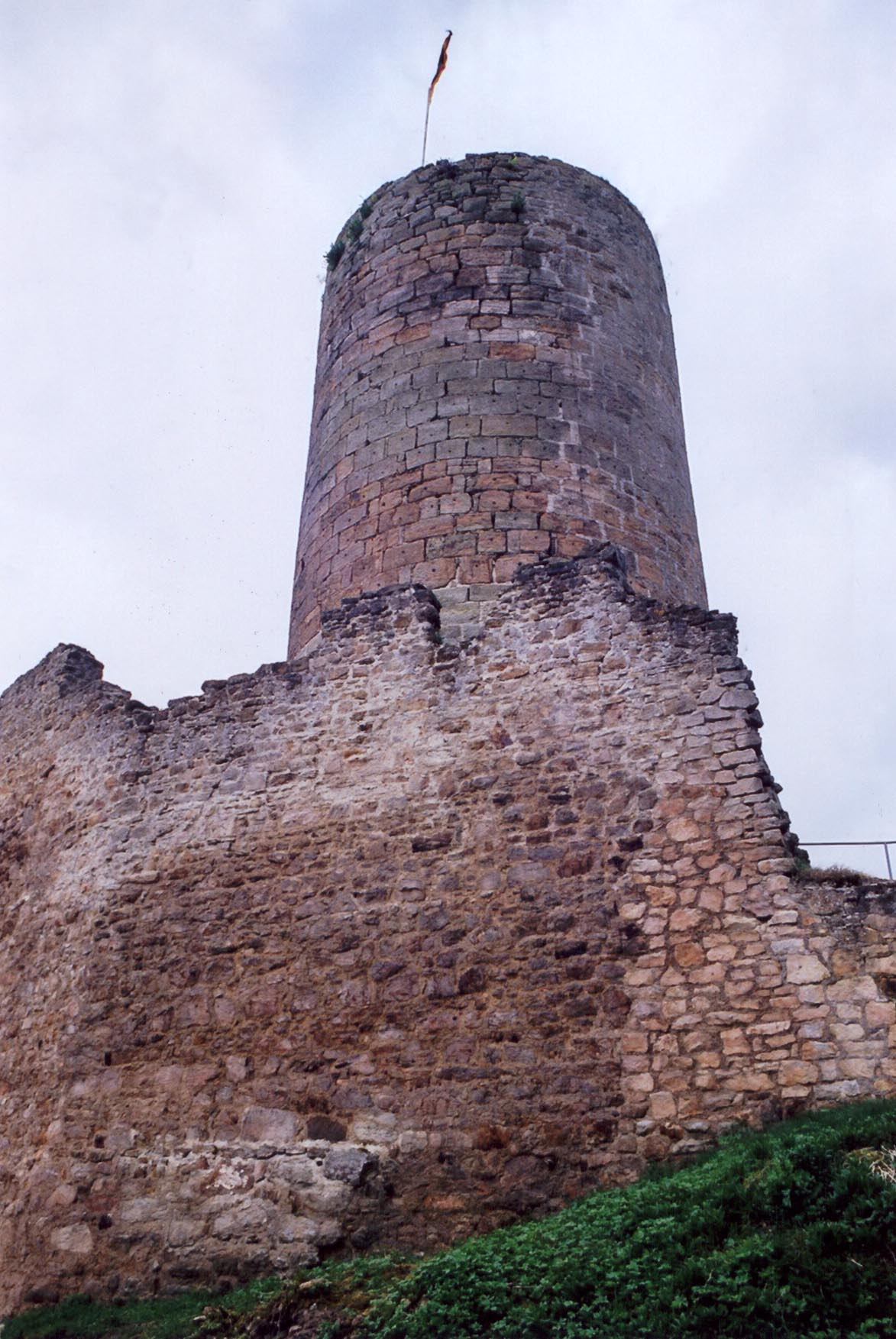
Reste der Schildmauer (2008)
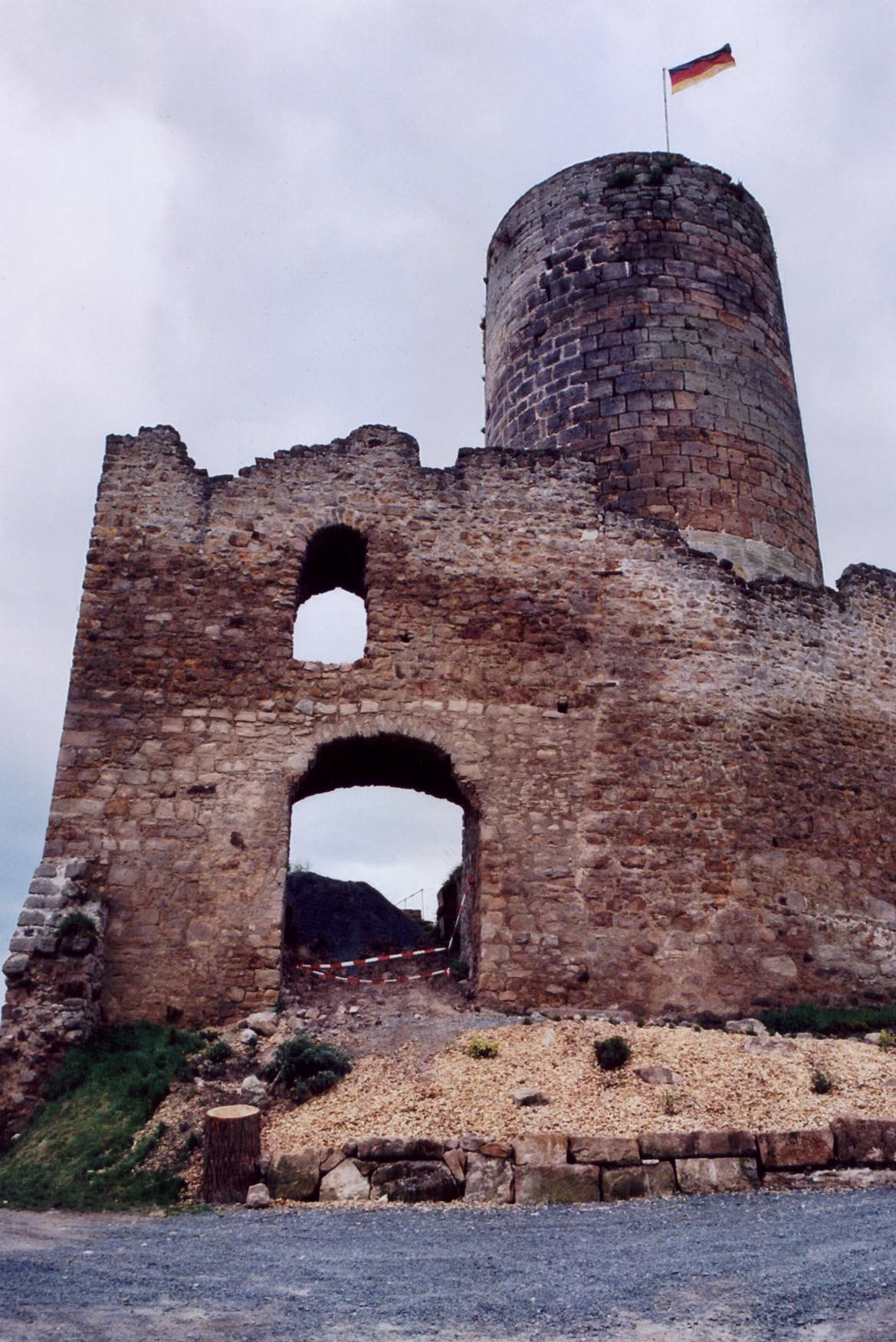
Ostseite des Palas mit der älteren Toranlage (2008)
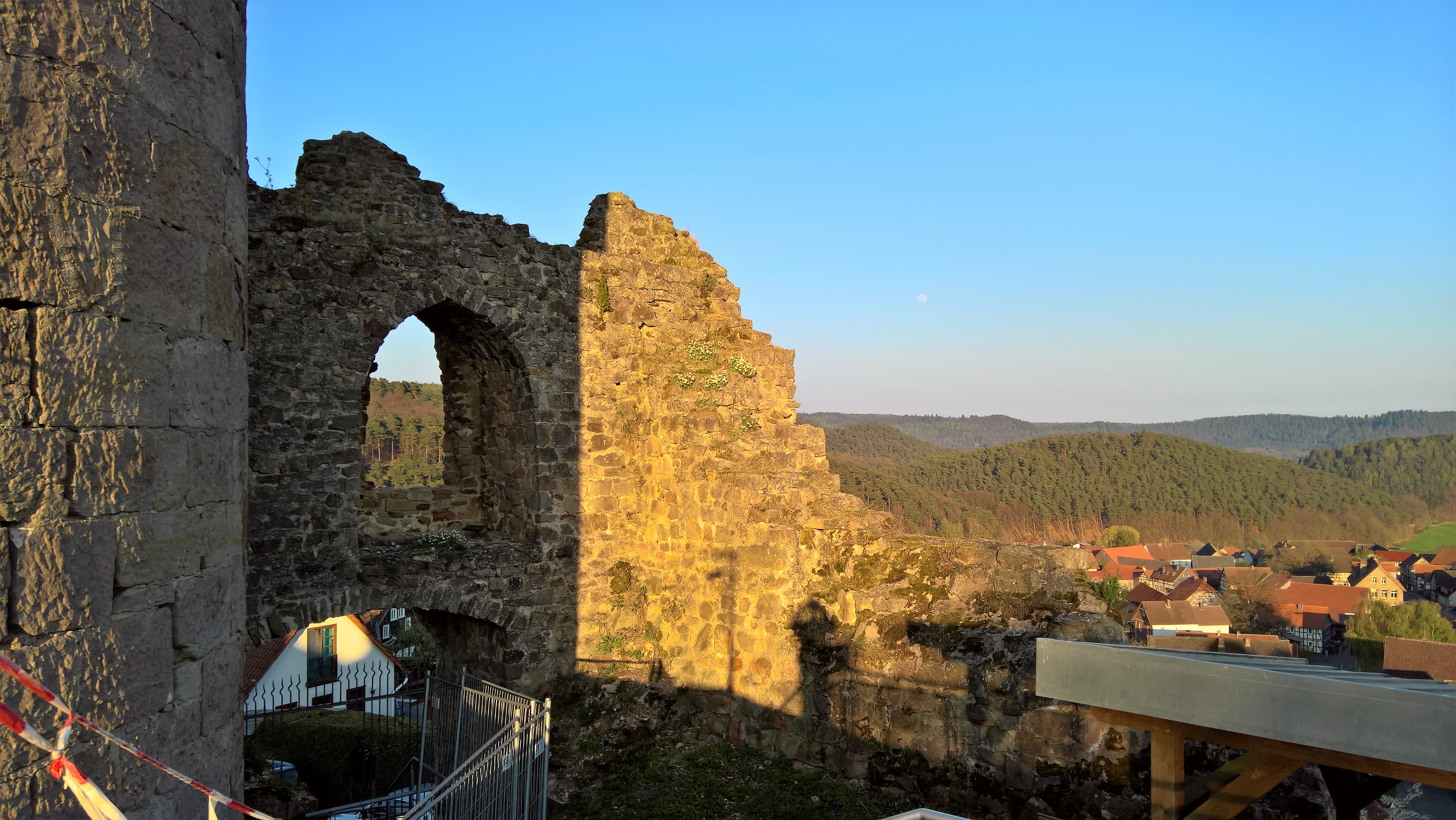
Ältere Torseite
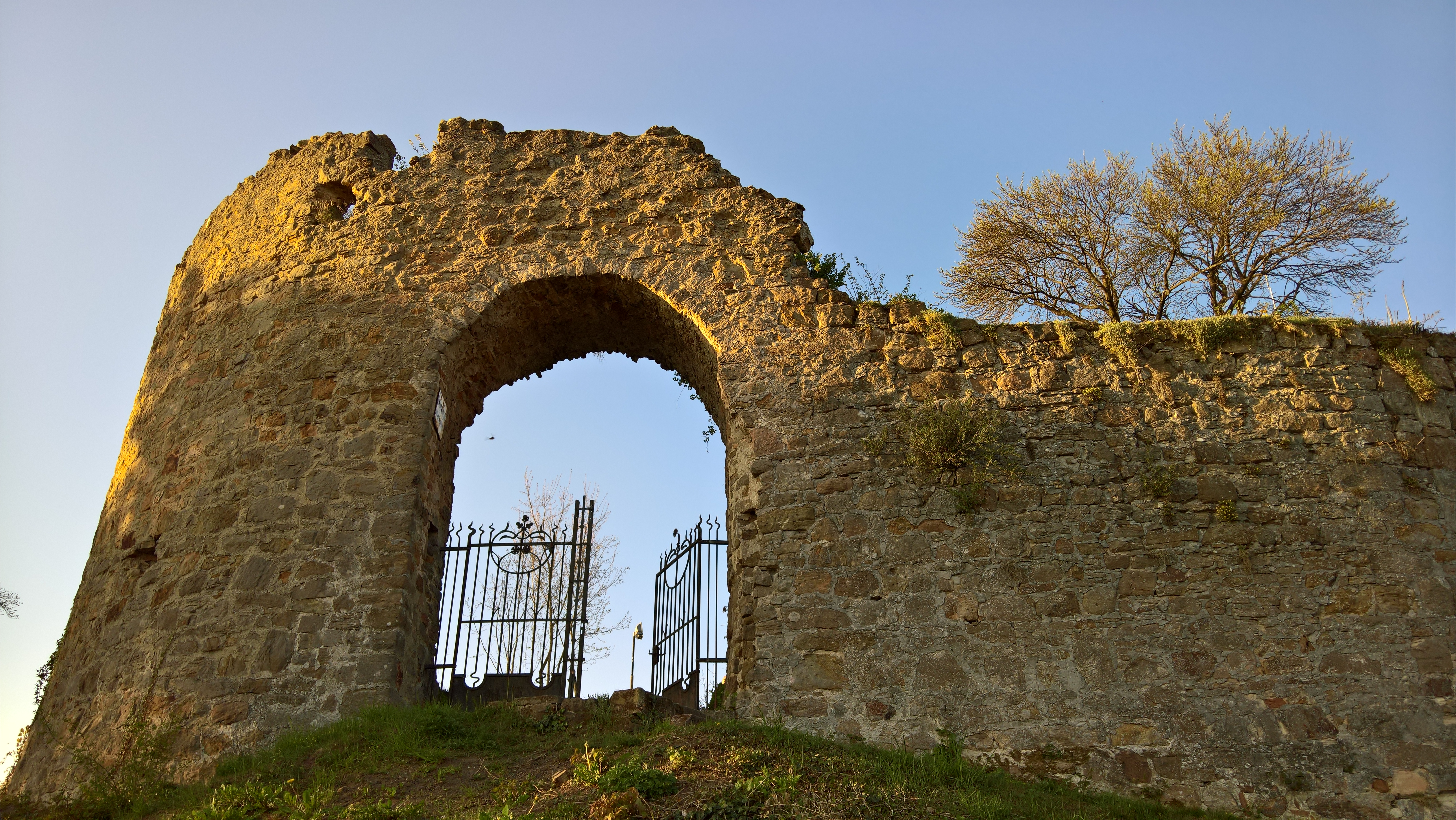
Jüngere Torseite
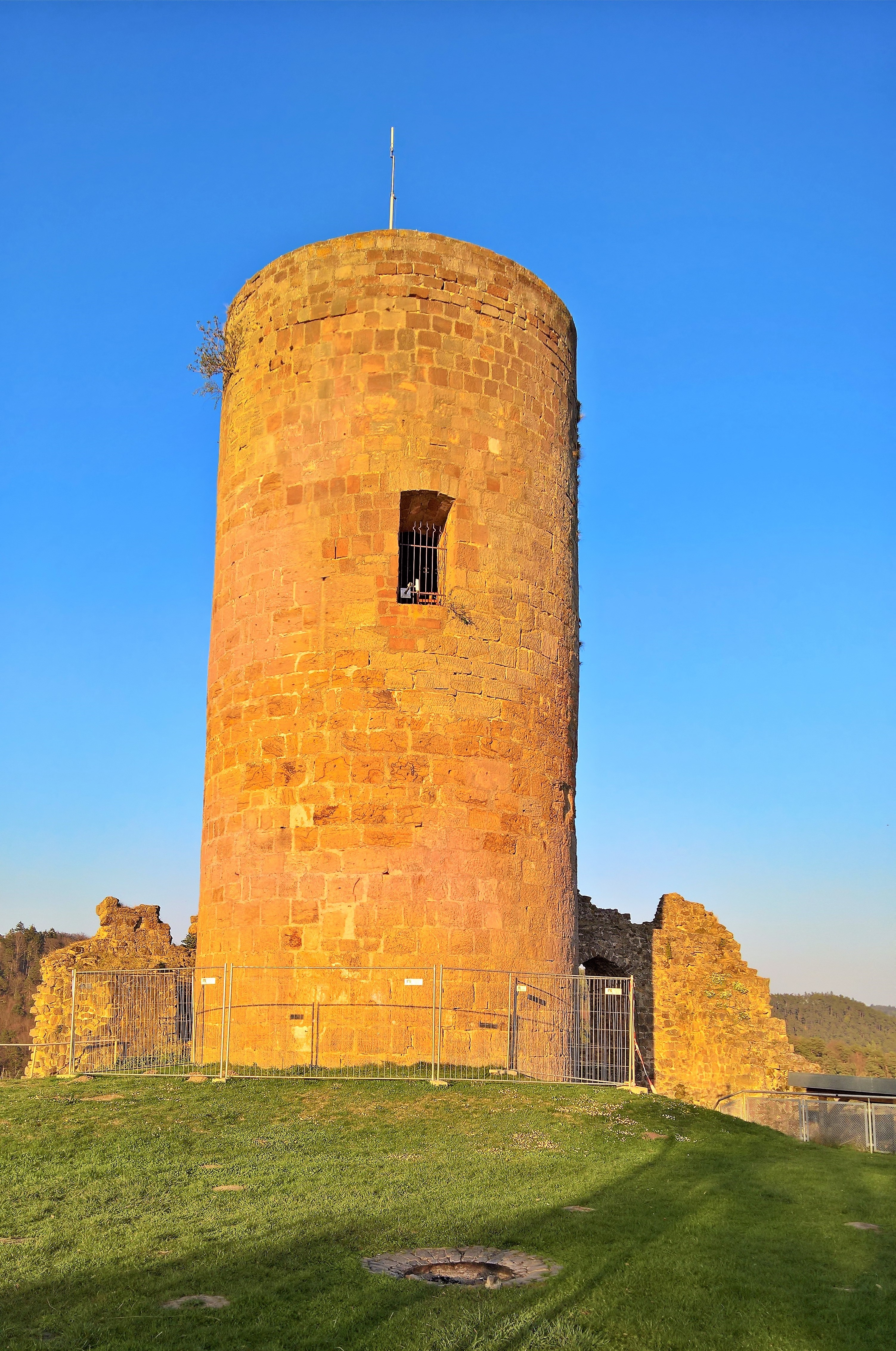